# Calyptodesmus sanctus
Calyptodesmus sanctus är en mångfotingart som beskrevs av Christoph D. Schubart 1944. Calyptodesmus sanctus ingår i släktet Calyptodesmus och familjen fingerdubbelfotingar. Inga underarter finns listade i Catalogue of Life.